# Gastrotheca flamma
Gastrotheca flamma är en groddjursart som beskrevs av Flora A. Juncá och Valter Fraga Nunes 2008. Gastrotheca flamma ingår i släktet Gastrotheca och familjen Hemiphractidae. IUCN kategoriserar arten globalt som otillräckligt studerad. Inga underarter finns listade i Catalogue of Life.